# Универзитет у Грацу
Универзитет у Грацу је државни универзитет у Грацу. Највећи је и најстарији универзитет у Штајерској, као и други по величини и старости у Аустрији.

## Историја
Карл-Франценс Универзитет Грац основао је 1585. године Карл II Штајерски као језуитску богословију која се састојала од филозофског и теолошког факултета у Грацу, сједишту покрајине Штајермарк, на југоистоку Аустрије.
Године 1778. универзитету је прикључен и Факултет правних наука, што је био увод у ширење овог универзитета које ће бти настављено 1782. кроз увођење медицинско-хируршког студија, које је означило Грац као универзитетски град, што ће га довести до позиције једног од најпознатијих универзитетских центара.
Године 1863, медицински студиј прераста у Медицински факултет, а 1872. године је називу додато и име Франца II, цара Светог римског царства.
Године 1895. отворена је тзв. «главна зграда»,deut. "Hauptgebaude", која је и данас у служби и налази се у центру кампуса.
Универзитет у Грацу има и оних тужних момената у својој историји, када су нацисти  из расистичких побуда 1938. године отпустили 17% професора, међу којим је било нобеловаца, као и 33% студената.
Данас је овај Универзитет један од пет у Грацу, а 1999. године достигао је бројку од 32000 студената, највише у својој историји.
Године 2002. Медицински факултет се одвојио од овог Универзитета и основао властити Медицински универзитет.

## Кампус
Кампус КФУ-а у Грацу осликава 400 година различитих утицаја на архитектуру. Универзитет се простире на 93000 кв. м. корисног простора, а центру кампуса налази се зграда изгађена у нео-ренесансном стилу која је уједно и заштићени споменик културе. Око ње се налазе млађе зграде које осликавају различите архитенктонске стилове.
Сам кампус налази се у близини центра града и већина студената до њега долази пјешице или бициклом. Они мало удаљенији најчесће користе услуге градског превоза.

## Ректор
Ректор КФУ-а је млади проф. др. Алфред Гучелхофер. Рођен је 1960. год, а апсолвирао је студиј економије 1985. год у Грацу. након осам година рада на институту за привредну педагогију, 1993. године постаје доктор привредних и социјалних наука. Након тога ради на америчким факултетима и фирмама, а 1999. год враћа се у Грац, на КФУ.
Предсиједница универзитетског Савјета је проф. др. Ирмгард Грис, а предсиједница Сената КФУ-а је Моника Хинтерегер

## Организација
Универзитет се сатсоји из 6 организационих јединица, од којих су 5 факултети, а једна је Управа универзитета. Они се даље састоје од 72 различита института, од којих сваки нуди различите правце студираља. Тако се нпр. у оквиру Економског факултета налази Институт за статистику који, као опцију за студирање, нуди неколико различитих смјерова из статистике.
На факултету се тренутно налази око 21000 студната од којих су 3000 бруцоши,2300 апсолвенти, а њих 260 спремају докторат. На факултету ради 3000 службеника, од којих су 2000 научници. На универзитету, чији је буџет 125 милиона евра, предаје се 9000 предмета у различитим облицима (предавања, вијежбе...).

## Значајни алумнисти
Најпознатији Србин који је студирао на овом универзитету свакако је Иво Андрић, а такође у Грацу, само на Техничком универзитету студирао је и Никола Тесла, али само једну годину. На овом универзитету предавали су нобеловци Фриц Прегл (1923, Нобелова награда-Хемија), Јулијус Вагнер фон Јаурег (1927, Медицина), Ервин Шредингер (1933, Физика), Ото Леви (1936, Медицина), Виктор Ф. Хес (1938, Физика) те Карл фон Фриш (1973, Медицина).